# Municipio de Kentucky (condado de Madison)
El municipio de Kentucky (en inglés: Kentucky Township) es un municipio ubicado en el condado de Madison en el estado estadounidense de Arkansas. En el año 2010 tenía una población de 265 habitantes y una densidad poblacional de 2,25 personas por km².

## Geografía
El municipio de Kentucky se encuentra ubicado en las coordenadas 35°49′22″N 93°40′40″O / 35.82278, -93.67778. Según la Oficina del Censo de los Estados Unidos, el municipio tiene una superficie total de 117.96 km², de la cual 117,86 km² corresponden a tierra firme y (0,08 %) 0,1 km² es agua.

## Demografía
Según el censo de 2010, había 265 personas residiendo en el municipio de Kentucky. La densidad de población era de 2,25 hab./km². De los 265 habitantes, el municipio de Kentucky estaba compuesto por el 99,62 % blancos, el 0,38 % eran amerindios. Del total de la población el 1,89 % eran hispanos o latinos de cualquier raza.